# Bradmore
Bradmore is een civil parish in het bestuurlijke gebied Rushcliffe, in het Engelse graafschap Nottinghamshire met 328 inwoners.

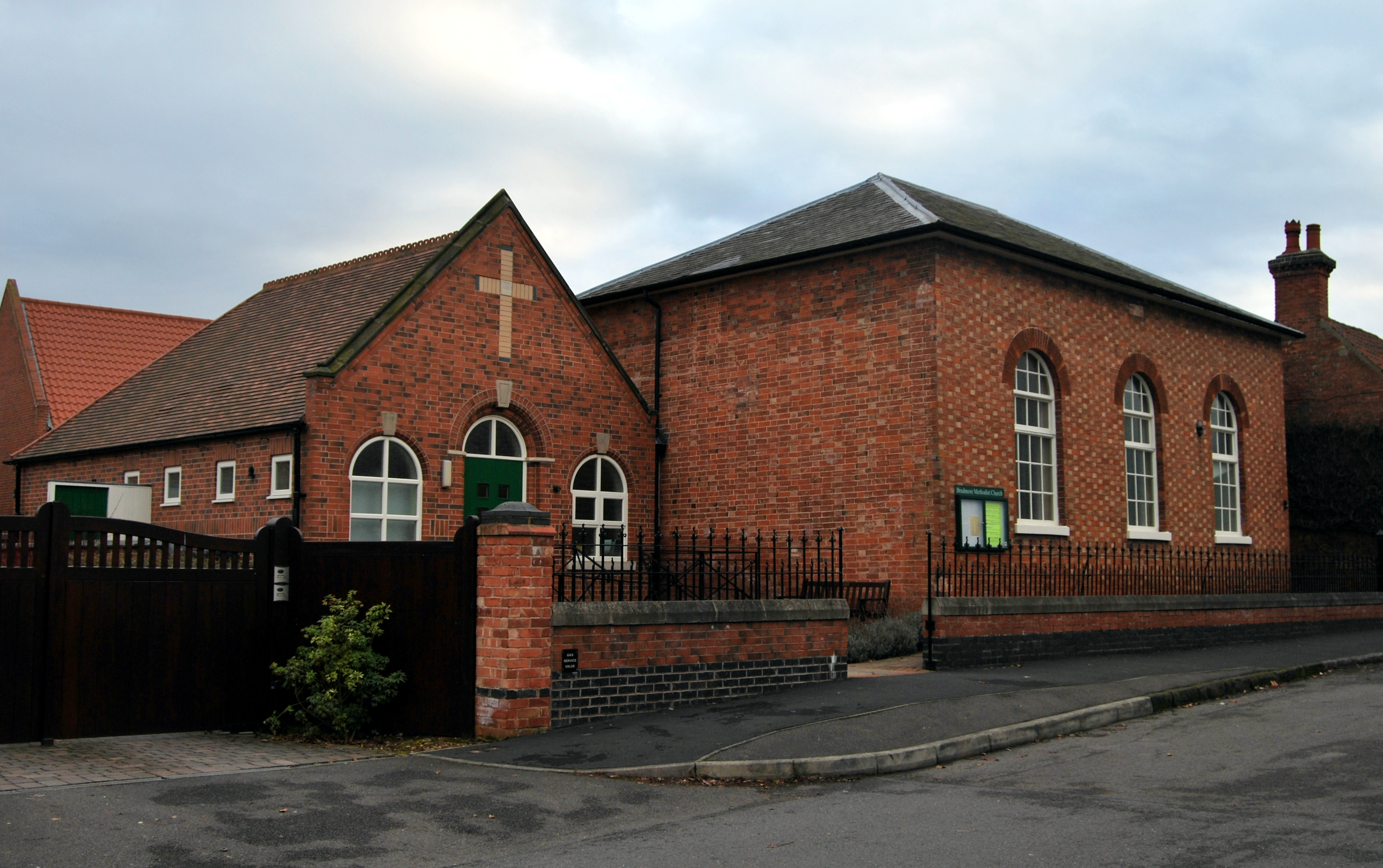
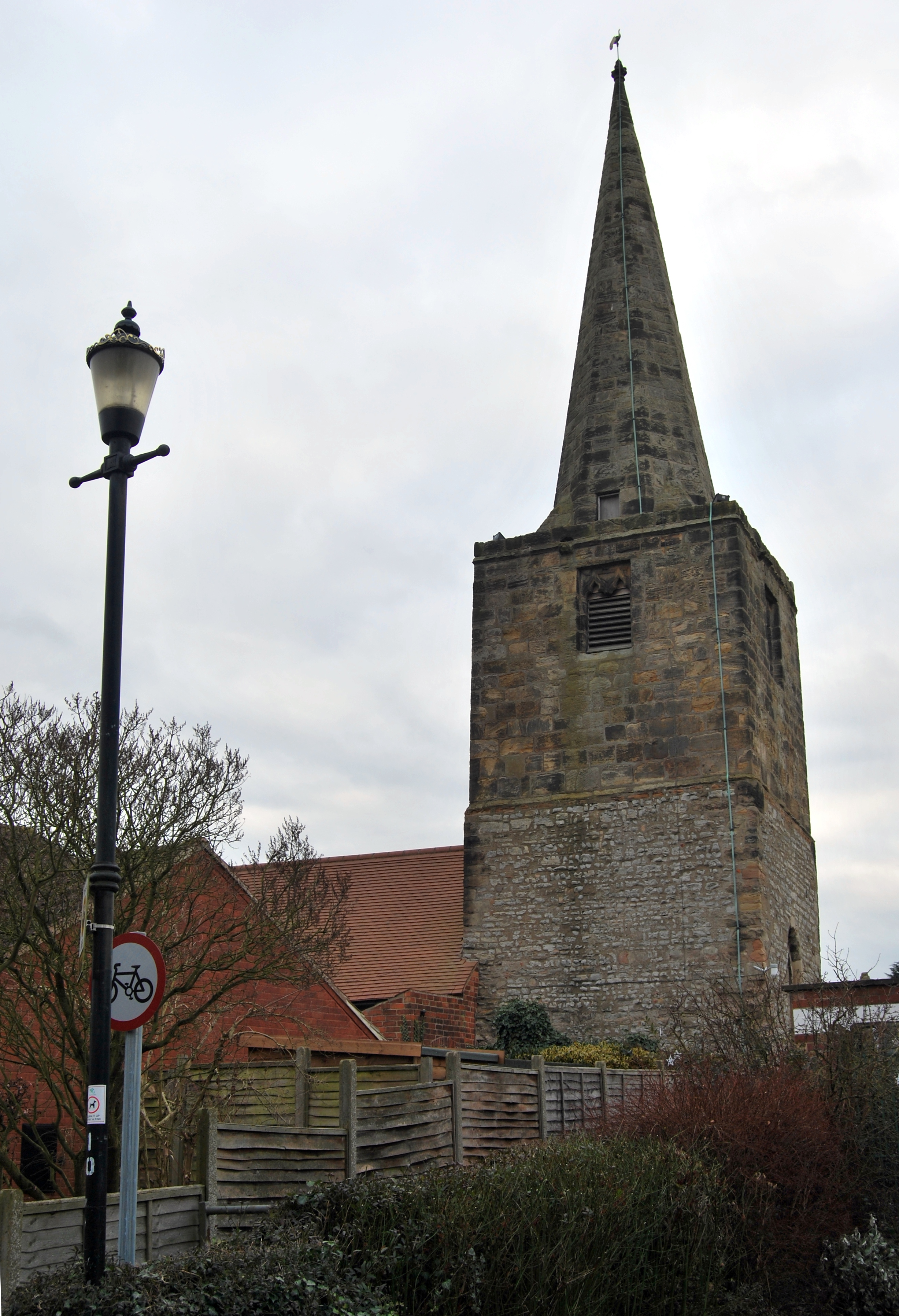
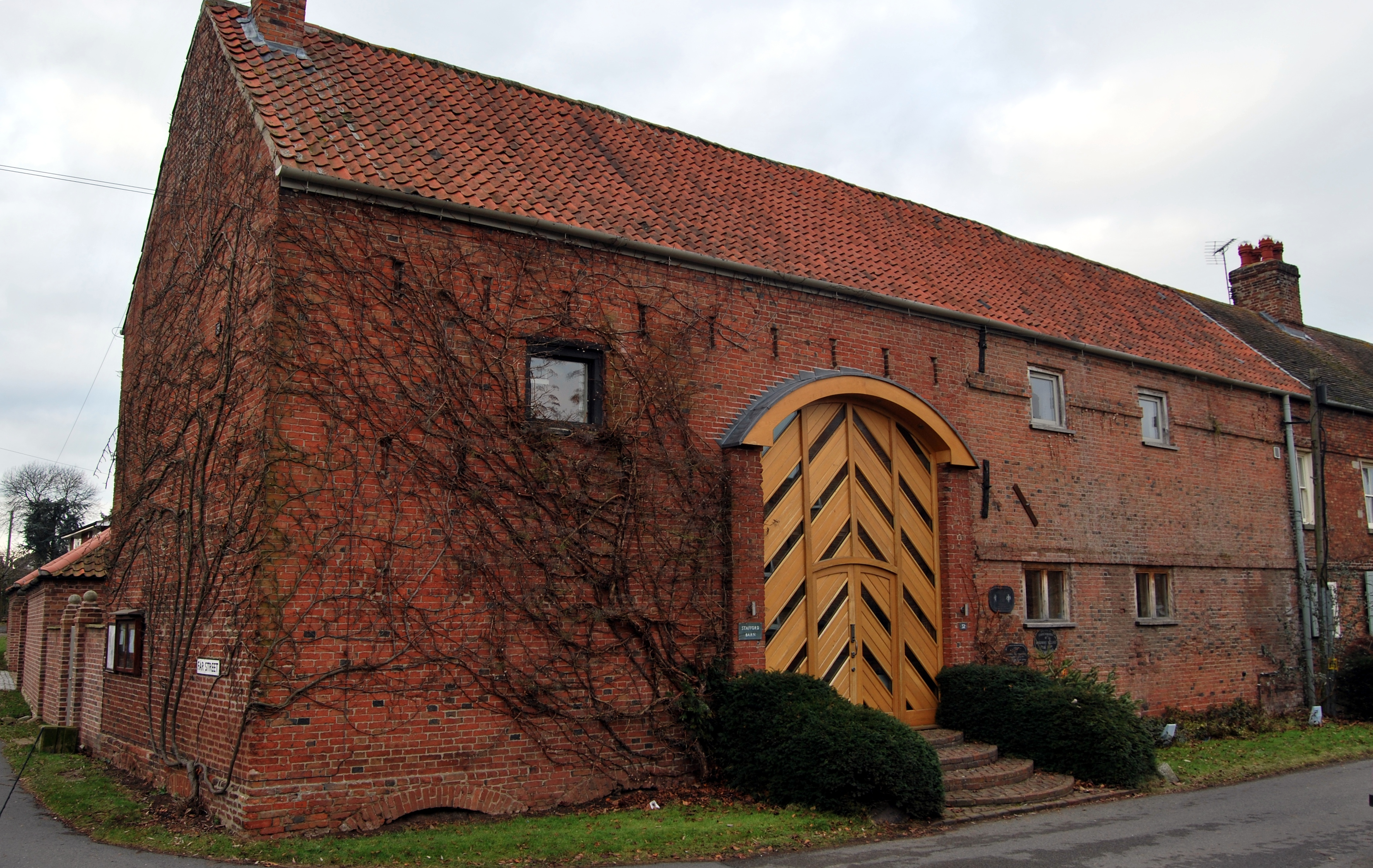